# 12506 Pariser
12506 Pariser è un asteroide della fascia principale. Scoperto nel 1998, presenta un'orbita caratterizzata da un semiasse maggiore pari a 2,4908030 UA e da un'eccentricità di 0,0398001, inclinata di 6,12548° rispetto all'eclittica.